# Lidija Dimkovska
Lidija Dimkovska (in macedone Лидија Димковска?; Skopje, 11 agosto 1971) è una scrittrice e poetessa macedone.

## Biografia
Nata a Skopje nel 1971, vive in Lubiana, ma scrive in macedone.
Dopo la laurea in letterature comparate all'Università di Skopje, ha ottenuto un dottorato di ricerca in letteratura romena all'Università di Bucarest e all'Università di Nova Gorica.
Ha esordito nel 1992 con la raccolta di liriche Рожби од исток e da allora ha pubblicato altre 5 collezioni di poesie e tre romanzi tradotti in più di 20 lingue nei quali ricorrono temi scientifici e tecnologici e vengono analizzati i rapporti tra diverse culture.
Tra i numerosi riconoscimenti ottenuti si ricorda il premio tedesco Hubert-Burda-Preis für junge Lyrik dedicato alla poesia nel 2009 e il Premio letterario dell'Unione europea nel 2013 per Vita di scorta.

## Opere principali

### Narrativa
- Скриена камера (2004)
- Vita di scorta (Резервен живот, 2012), Roma, Atmosphere libri, 2017 traduzione di Mariangela Biancofiore ISBN 978-88-6564-217-7.
- Но-Уи (2016)

### Poesia
- Рожби од исток (1992)
- Огнот на буквите (1994)
- Изгризани нокти (1998)
- Нобел против Нобел (2001)
- Нобел против Нобел (2002)
- Црно на бело (2016)

## Premi e riconoscimenti
- Hubert-Burda-Preis für junge Lyrik: 2009.
- Tudor Arghezi international poetry prize: 2012.
- Premio letterario dell'Unione europea: 2013 vincitrice con Vita di scorta.